# Артамонов, Владимир Сергеевич
Владимир Сергеевич Артамонов (род. 26 августа 1958, Красноярск) — российский государственный деятель. Доктор военных наук, доктор технических наук, профессор; генерал-полковник внутренней службы, действительный государственный советник Российской Федерации 1 класса. Почетный сотрудник МВД России. Начальник Санкт-Петербургского университета Государственной противопожарной службы МЧС России (2002—2012); статс-секретарь — заместитель Министра Российской Федерации по делам гражданской обороны, чрезвычайным ситуациям и ликвидации последствий стихийных бедствий (2012—2017).

## Биография
В 1980 году по окончании с отличием Новосибирского электротехнического института по специальности «Прикладная математика», получил квалификацию «инженер-математик». Работал инженером кафедры прикладной математики того же института, затем — инженером-программистом отделения АСУ Управления внутренних войск МВД СССР по Западной Сибири (Новосибирск, 1980—1983), начальником лаборатории, преподавателем Новосибирского высшего военного командного училища внутренних войск МВД СССР (1983—1991). В 1989 году с отличием окончил Военную академию связи имени С.М. Будённого по специальности «Инженерная оперативно-тактическая, автоматизированные системы управления войсками». После окончания получил квалификацию «офицер с высшим военным образованием».
С 1991 по 1992 год преподавал на кафедре тактики внутренних войск и кафедре управления и информационно-технического обеспечения деятельности внутренних войск и органов внутренних дел Высшего политического училища им. 60-летия ВЛКСМ МВД СССР. В связи с образованием в 1992 году Санкт-Петербургского юридического института МВД России перешел на кафедру организации охраны общественного порядка и борьбы с преступностью на должность старшего преподавателя, а после успешной защиты диссертации на соискание ученой степени кандидата технических наук (1993 год) — на должность доцента кафедры. Затем решением начальника института генерал-майора внутренней службы академика С.Ф. Зыбина был назначен на должность начальника вновь созданной кафедры управления и информационно-технического обеспечения деятельности органов внутренних дел. Стоял у истоков формирования педагогического коллектива, научно-методической и материально-технической базы кафедры. В 1996 году сформировал и возглавил кафедру информатики Санкт-Петербургской академии МВД России, впоследствии — Санкт-Петербургского университета МВД России. В 1998—2002 годах по предложению начальника университета генерал-лейтенанта милиции академика В.П. Сальникова возглавлял факультет подготовки сотрудников Государственной противопожарной службы, был заместителем начальника университета по инженерно-экономическому образованию, по переподготовке и повышению квалификации, подготовке финансово-экономических кадров. В 2000 году окончил этот же университет.
После вхождения в 2001 году Государственной противопожарной службы в состав МЧС России, с августа 2002 года по август 2012 года — начальник Санкт-Петербургского института, а затем, университета Государственной противопожарной службы МЧС России. За время руководства учебным заведением сумел сформировать уникальный научно-педагогический и руководящий состав, создать современную материально-техническую базу и вывести университет на мировой уровень по подготовке специалистов пожарно-спасательного профиля. В этот период была создана адъюнктура и докторантура университета, пять диссертационных советов на соискание ученой степени кандидата и доктора наук по техническим, психологическим, педагогическим, экономическим и юридическим специальностям, Технопарк науки и высоких технологий, Офицерское собрание, более десяти представительств университета, в том числе за рубежом, а также, впервые в истории, два крупнейших филиала для подготовки специалистов с высшим пожарно-техническим образованием для регионов Сибири и Дальнего Востока — Сибирская пожарно-спасательная академия и Дальневосточная пожарно-спасательная академия, как структурные подразделения университета. Сибирская пожарно-спасательная академия впоследствии выделилась из университета как самостоятельное учебное заведение
Под непосредственным руководством Владимира Артамонова была сформирована и утверждена программа дальнейшего развития материально-технической базы университета, которая реализуется и в настоящее время.
Член Совета ректоров Европы. Почетный профессор Оксфордского университета (Великобритания). Действительный член Международной академии информатизации, Международной академии наук пожарной безопасности, Международной академии обороны, безопасности и правопорядка, действительный член (академик) Российской академии естественных наук (РАЕН), академический советник Российской академии ракетных и артиллерийских наук.
Лауреат Премии Правительства Российской Федерации в области науки и техники (2010). Лауреат Премии МЧС России в области науки (2011).
С 31 августа 2012 года — статс-секретарь — заместитель Министра Российской Федерации по делам гражданской обороны, чрезвычайным ситуациям и ликвидации последствий стихийных бедствий.
При его непосредственном участии в этот период были внесены изменения в базовые нормативные правовые акты, определяющие деятельность МЧС России, которые способствовали повышению эффективности деятельности единой государственной системы предупреждения и ликвидации чрезвычайных ситуаций (РСЧС) Российской Федерации.
Неоднократно принимал участие в обеспечении охраны общественного порядка и ликвидации последствий чрезвычайных ситуации на территории СССР и Российской Федерации.
1 мая 2017 года, по просьбе федерального государственного гражданского служащего — Артамонова В. С., — освобожден от занимаемой должности Указом Президента Российской Федерации Владимира Путина.
С декабря 2017 года по настоящее время работает Директором отдела внутреннего контроля (комплаенс), Руководителем аппарата Генерального директора Закрытого акционерного общества Интерфакс.

## Семья
Жена — Галия Калимуловна Артамонова, доктор юридических наук, профессор. Заслуженный юрист Российской Федерации. Автор более 300 статей, монографий, учебников и учебных пособий. Известный специалист в области государственного управления, экологического права и гармонизации законодательства в области предупреждения и ликвидации чрезвычайных ситуаций природного и техногенного характера стран-членов ОДКБ. Дочери — Халида, Елена.

## Научная деятельность
Основные направления исследований — проблемы информатики, управления органами внутренних дел и пожарно-спасательными службами, математического моделирования процесса формирования профессиональных качеств сотрудников органов внутренних дел и пожарно-спасательных подразделений.
Подготовил более 50 кандидатов и докторов наук.
Один из авторов закона «О службе в Федеральной противопожарной службе Государственной противопожарной службы», впервые принятого за всю историю пожарной охраны Российского государства.
Являлся экспертом Высшей аттестационной комиссии по проблемам управления, информатики и вычислительной техники Министерства образования и науки Российской Федерации, экспертом Высшей аттестационной комиссии по вопросам присвоения учёных званий профессора и доцента.
Автор более 500 научных работ, в том числе монографий и учебников.
Является одним из авторов и ответственным редактором 9 томного издания серии «Российская Арктика». В издании впервые с системных позиций рассматриваются все вопросы, связанные с освоением Арктики. К настоящему времени в издательстве «Наука» издано четыре тома и готовится к изданию пятый том, посвящённый арктическому шельфу Российской Федерации.

## Награды
- Орден Почёта
- Орден Дружбы
- Медали
- Заслуженный работник высшей школы Российской Федерации
- Почётная грамота Президента Российской Федерации (2012)[4]
- Знак «Лучший работник пожарной охраны»
- Знак «Почетный машиностроитель»
- Лауреат Премии Правительства Российской Федерации в области науки и техники.
- Личное оружие (огнестрельное, холодное).